# Heliosfeer

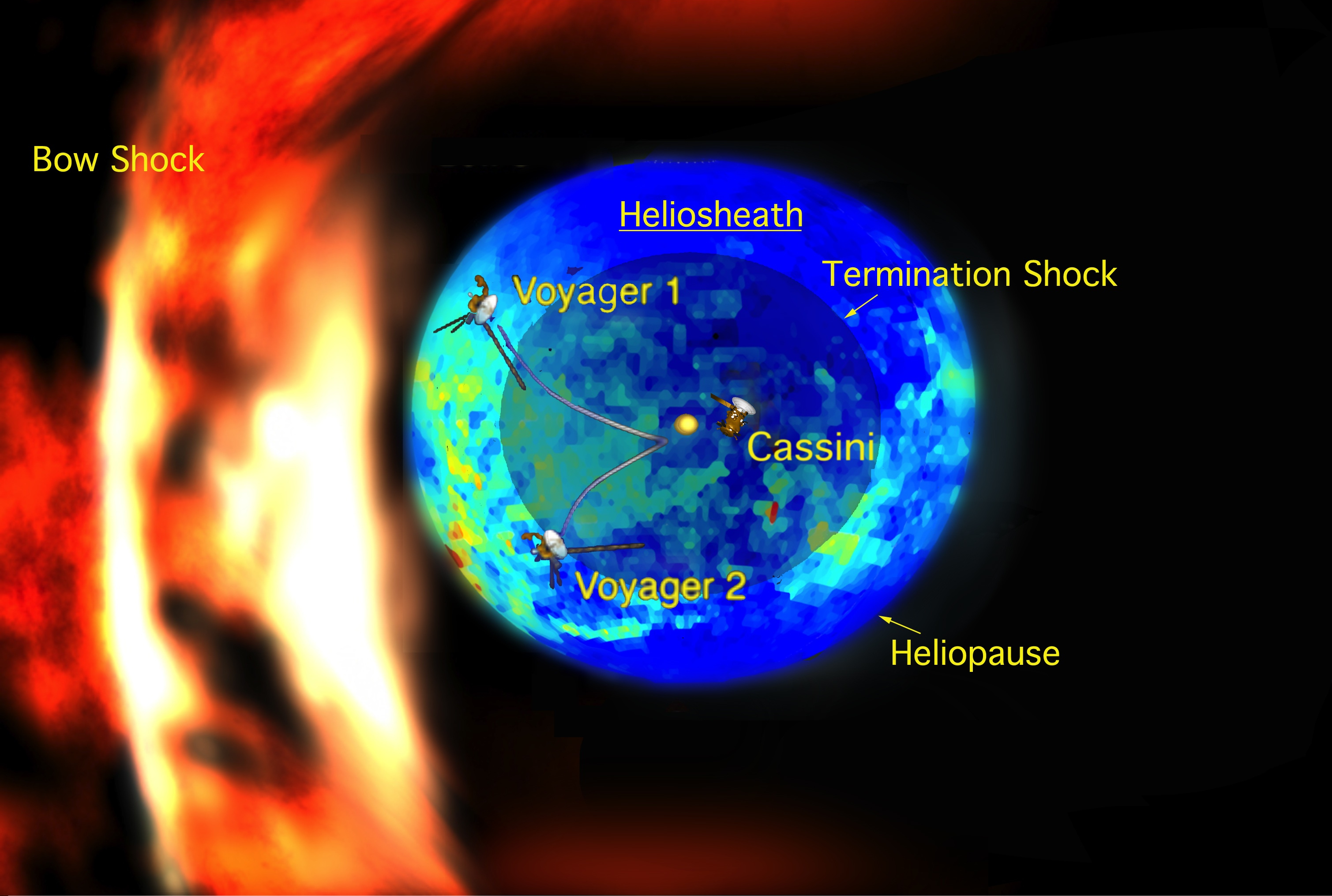
Model van de structuur van het zonnestelsel en de omliggende ruimte

De heliosfeer is het gebied waarin de zonnewind de overheersende stroom van deeltjes is. De zonnewind bestaat uit geïoniseerde deeltjes afkomstig van de corona van de zon. Deze kunnen in de magnetosfeer van de aarde magnetische stormen doen ontstaan (zie poollicht) die invloed kunnen hebben op onze draadloze communicatiesystemen. Het gebied wordt begrensd door de heliopauze. De heliopauze is het gebied waar de kracht van de zonnewind zo sterk is afgenomen dat hij wordt meegesleurd door de deeltjes die het interstellair medium vormen. Hier eindigt de invloed van het zonnestelsel.
De zonnewind heeft de eerste 10 miljard kilometer een snelheid van één miljoen kilometer per uur. Als hij begint te botsen met de interstellaire materie daalt de snelheid tot subsonische snelheid.
De plaats waar de snelheid subsonisch wordt, wordt termination shock genoemd. Daar worden de deeltjes vertraagd (100 km/s) door de tegemoetkomende interstellaire deeltjes (400 km/s). De achteropkomende deeltjes halen de vertraagde deeltjes in en er ontstaat een schokgolf. Bij de zon vindt dit plaats op 75 tot 90 astronomische eenheden van de zon. Volgens de American Geophysical Union passeerde de Voyager 1 dit gebied in december 2004. Hij bevond zich toen 94 AE van de zon. In 2013 verliet de Voyager 1 definitief het zonnestelsel bij een afstand van 121,7 AE. Voyager 2 was echter al op 76 AE van de zon toen hij deeltjes uit tegenovergestelde richting waarnam. Dat was in mei 2006. Dat betekent dat de heliosfeer een onregelmatige vorm heeft: dikker in het noorden, ingedeukt in het zuiden. Voyager 2 verliet het zonnestelsel bij een afstand van 119,7 AE. 
De plaats waar de snelheid van de interstellaire materie en de zonnewind elkaar opheffen noemt men de heliopauze. Waar de snelheid van de interstellaire materie subsonisch wordt ontstaat een boegschok (analoog aan de boeggolf van een schip). Hier worden de interstellaire deeltjes om het zonnestelsel heen geleid.
Bij de rode reus Mira in het sterrenbeeld Walvis neemt men duidelijk een boogschok en een heliopauze waar. De ster beweegt met 130 km/s door de ruimte.